# Wolf von Ausin
Wolf von Ausin (* 6. Mai 1925; † 18. Mai 2010 in München) war ein deutscher Rechtsanwalt.

## Leben
Ausin besuchte das Theresien-Gymnasium in München. Nach Studium der Rechtswissenschaft war er in München als Rechtsanwalt niedergelassen. 1966 wurde er in den Vorstand der Rechtsanwaltskammer München gewählt, wo ihm 1968 das Amt des Schatzmeisters übertragen wurde. 1977 schied er aus dem Vorstand aus und wurde hauptberuflich Geschäftsführer der Rechtsanwaltskammer. Er blieb bis 1994 im Amt.

## Ehrungen
- 1977: Verdienstkreuz am Bande der Bundesrepublik Deutschland
- 1996: Verdienstkreuz 1. Klasse der Bundesrepublik Deutschland
für seinen herausragenden Einsatz für das Recht und den Rechtsstaat unter Zurückstellung persönlicher Belange